# Крішан Чандар
Крішан Чандар (*कृष्ण चंदर, 23 листопада 1914 —8 березня 1977) — індійський письменник, драматург, сценарист, що писав твори мовами урду та гінді.

## Життєпис
Народився у 1914 році у м. Вазірабад (Пенджаб, сучасний Пакистан). Дитинство провів у м. Пунч (сучасна Джамму і Кашмір), де його батько служив лікарев у місцевого магараджі. У 1930-х роках навчався в Лахорі у Християнському коледжі Формана. Тоді ж обіймав посаду редактора англійському відділу студентського журналу. У 1932 році на урду пише свою першу повість «Садху». Після закінчення у 1934 році коледжу продовжив свою літературну діяльність у Лахорі.
Згодом приєднався до руху за отримання Індією незалежності. Стає членом Соціалістичної партії Пенджабу. Разом з тим був проти розділення країни на Пакистан та власне Індію. напочатку 1940-х років перебирається до Делі. У 1946 році на запрошення переїздить до Бомбею, де працює сценаристом для Болівуда. У 1964 році отримує нагороду Падма Бхушан.
Помер у 1977 році у м. Бомбей.

## Творчість
Був автором 20 романів, 30 збірок оповідей, численних радіоп'єс та кіносценаріїв. Найвідомішими є «Магія думки» (1937 рік), «Поразка» (1939 рік), «Червона земля», (1946 рік), «Автобіографія Осла» (цей роман було перетворено на радіоп'єсу), «Птах гульдум», «Двадцять п'ять квтів» (1956 рік), «Розповіді» (про життя кашмірців), кіносценарію до фільму «Шарафат» (1970 рік). У романах та опвідках віддзеркалені соціалістичні погляди автора, його класове світосприйняття, а у перших творах виявляється соціальний радикалізм.